# 군항
군항(軍港)은 군사 목적으로 이용되는 특별한 항구이다. 군항은 함대 및 군함의 근거지로 군대 중에서도 중요한 지위를 차지한다. 군항의 특징은 보통의 항만 기능 외에 해군 기지 등의 군사 시설이 있는 것이며, 이를 위해 민간인의 행동이 제한되는 경우도 있다.
함선의 방공호가 정비되어 있는 경우도 있다.